# Adelogenys namaquaensis
Adelogenys namaquaensis är en tvåvingeart som beskrevs av Hesse 1938. Adelogenys namaquaensis ingår i släktet Adelogenys och familjen svävflugor. Inga underarter finns listade i Catalogue of Life.